# دارمارام، منطقه کریمنگر
دارمارام، منطقه کریمنگر (به انگلیسی: Dharmaram) یک منطقهٔ مسکونی در هند است که در تلانگانا واقع شده‌است. دارمارام ۳٫۷۸ کیلومتر مربع مساحت و ۱۱٬۵۳۷ نفر جمعیت دارد.